# Freden i Prag
 Ikke at forveksle med Freden i Prag (1635)
 Denne artikel omhandler overvejende eller alene danske forhold. Hjælp gerne med at gøre artiklen mere almen.
Freden i Prag eller Pragfreden blev indgået 23. august 1866, efter afslutningen af den preussisk-østrigske krig, og indebar opløsningen af Tyske forbund. I aftalen indgik også et afsnit, paragraf 5 (artikel 5), som omhandlede forholdene i Slesvig. Det sagde, at de nordlige distrikter af Slesvig skulle afstås til Danmark, når befolkningen ved en fri afstemning tilkendegav ønske derom. Selv om paragraffen blev ophævet i 1878 ved en fælles tysk-østrigsk aftale, havde nordslesvigerne stadig deres håb om paragraffen ikke blev glemt.
Østrig-Ungarn afstod ved freden sin tidligere stilling i Tyskland, godkendte det Tyske Forbunds opløsning, afstod sine rettigheder med hensyn til Slesvig og Holsten samt forpligtede sig til at betale 20 mio. thaler i krigsskadeomkostninger og at på forhånd anerkende de nye tiltag, som Preussen havde til hensigt at gennemføre i Nordtyskland.

## § 5
Særlig omstridt var fredstraktatens 5te artikel ("§ 5"). Den lød:
"Hans Majestæt kejseren af Østrig overlader til Hans Majestæt kongen af Preussen alle sine i freden i Wien af den 30. oktober 1864 erhvervede rettigheder vedrørende hertugdømmerne Holsten og Slesvig, dog således, at befolkningen i de nordlige distrikter af Slesvig skal afstås til Danmark, når det ved en fri folkeafstemning tilkendegiver sit ønske om at blive forenet med Danmark".
Denne bestemmelse, som mest ved Napoleon 3.s indflydelse kom med i traktaten, opfattedes i Danmark og Nordslesvig ved dens tilkomst almindeligt som et løfte om tilbagegivelse af hele det danske Nordslesvig, men den var forfattet i temmelig uklare formuleringer og gav derfor, som Bismarck senere (i Det Nordtyske Forbunds rigsdag den 18. marts 1867) udtalte, en vis "latitud" (vidde) med hensyn til sin gennemførelse.
Dette viste sig ved de forhandlinger, som foråret 1867 indledtes mellem den preussiske regering og den danske, thi den førstnævnte stillede da så vidtgående krav med hensyn til de garantier, som skulle sikre i Nordslesvig tilbageværende tyskeres nationale rettigheder, at den danske regering fandt sig nødsaget til at, for ikke at ende i vedvarende afhængighed af Tyskland, afslå dem.
Dette ansås nødvendigt, efter al sandsynlighed fordi oplysning om, hvor stort et landområde Danmark kunne tænkes at genvinde ved sådanne indrømmelser, var behæftede med stor usikkerhed. Forhandlingerne blev derfor afbrudte i marts 1868 og blev ikke siden genoptaget.
Bismarck formåede i efteråret 1878 at få lavet en traktat med Østrig (i Wien den 11. oktober, men offentliggjort først den 4. februar 1879), ved hvilken Østrig "for at knytte de bånd endnu fastere, som består mellem de to magter" medgav, at betingelsen ("modaliteten") for Østrigs afståelse i Pragfredens 5. artikel til Preussen af sine rettigheder vedrørende Slesvig og Holsten ophævedes.
Danmark, som ikke var medkontrahent i Pragfreden, havde selvsagt ej heller nogen juridisk ret til at kræve en folkeafstemning med støtte i dennes 5:e artikel, og dette anerkendtes officielt af den danske regering såvel samme år som mere udtrykkeligt ved konventionen om optantbørn af 11. januar 1907.
Denne indledtes med ordene:
"efter, at grænserne mellem Danmark og Preussen blev fastlagte ved fredstraktaten i Wien af 30. oktober 1864 og ved de dispositioner, som Hans Majestæt kongen af Preussen og Hans Majestæt kejseren af Østrig har truffet i kraft af nævnte traktat".
I Danmark og endnu mere blandt Nordslesvigs dansktalende befolkning betragtede man imidlertid Pragfredens 5. artikel som et til den dansktalende befolkning i 1866 givet løfte, som selv efter den preussisk-østrigske aftale af 1878 skulle forblive (i det mindste moralsk) bindende.
Man knyttede dertil forhåbninger om, at det tyske folk en gang med tiden af hensyn til dette løfte og af respekt for nationalitetsfølelsen ville bringes til at tilbagegive til Danmark den dansksprogede del af Slesvig. Ved nationalitetskampen i Nordslesvig spillede "§ 5" også længe en meget fremtrædende rolle. Folkeafstemningen kom først i 1920. Her var det ikke freden i Prag, men derimod den amerikanske præsident Woodrow Wilsons ide om folkenes selvbestemmelsesret, der var anledningen til afstemningen.